# Donna Leon – Wie durch ein dunkles Glas
Wie durch ein dunkles Glas ist ein deutscher Fernsehfilm von Sigi Rothemund aus dem Jahr 2009, der auf dem gleichnamigen Roman von Donna Leon basiert. Es handelt sich um den 15. Filmbeitrag der Donna-Leon-Filmreihe.

## Handlung
Commissario Brunetti ermittelt im Mordfall des Glasfabrikanten Giovanni de Cal. Neben diversen Lieferanten, die das Opfer nicht bezahlt hat, gerät Giorgio Tassini unter Verdacht. Er arbeitet seit Jahren in de Cals Firma und hat sich durch seine Anzeigen gegen de Cal bei der Polizei selbst verdächtig gemacht. Tassini gibt seinem Chef die Schuld an einer schweren Erkrankung seiner kleinen Tochter. Er behauptet, dass sich sein Erbgut verändert hat, weil er jahrelang mit Arsen hantieren musste. Mittlerweile kann er angeblich beweisen, dass die Glasfabrik ihre Abfälle ungefiltert in die Lagune leitet. Mit diesem Wissen beginnt er de Cals Tochter zu erpressen, die von den Machenschaften ihres Vaters gar nichts ahnte. Nun weiß sie, warum ihr Vater sie nie hatte in die Bücher schauen lassen. Da sie sich aber nicht erpressen lassen will, weist sie ihre Mitarbeiter an, ab sofort die Abfälle ordnungsgemäß entsorgen zu lassen. Tassini erfährt diesen Sinneswandel allerdings nicht mehr, denn er wird kurz nach seinem Erpressungsversuch tot auf dem Firmengelände aufgefunden. Brunetti verdächtigt nun Assunta de Cal hinter den Morden zu stecken. Ein Erpresser ist lästig und ihr Vater wollte sie enterben und die Firma verkaufen, an der sie so sehr hing.
Commissario Brunetti macht sich zunächst auf die Suche nach dem Ort in der Lagune, wo Tassini seine Beweise gefunden haben will. Zusammen mit Sergente Lorenzo Vianello findet er tatsächlich große Mengen Schadstoffe, die sie am Ende auch der Glasfabrik zuordnen können. So erfährt Brunetti von der Erpressung, doch Assunta de Cal beteuert, nichts von all dem gewusst zu haben.
Der angebliche Umweltschützer Gianluca Fasano hat sein Anwesen unmittelbar neben de Cals Fabrik und Brunetti meint, dass Fasano etwas von einem illegal verlegtem Abflussrohr mitbekommen haben müsse. Zudem ist er mit Assunta de Cal eng befreundet. Genauere Untersuchungen bringen eine weitere illegale Abflussleitung ans Licht, die von Fasanos Fabrik aus an der gleichen Stelle in die Lagune geleitet wird. Nach Überprüfung von Fasanos Alibis zu den Mordzeiten stellt sich heraus, dass er trotz seiner Termine durchaus Zeit genug hatte, um die Morde zu begehen.
Nachdem Fasano bemerkt, dass er ins Visier der Ermittlungen geraten ist und sich die Schlinge immer weiter zuzieht, offenbart er sich Assunta. Sie ist wütend, als sie hören muss, dass ihr Freund ihren Vater umgebracht hat, weil dieser seine illegale Schadstoffentsorgung bemerkt hatte und ihn erpressen wollte. Im Streit schlägt er Assunta nieder und ist dabei, nun auch sie zu töten. Brunetti, der gerade den letzten Beweis gegen Fasano gefunden hat, kommt eben noch rechtzeitig, um Assunta zu retten. Fasano wird in Handschellen abgeführt.

## Produktionsnotizen
Wie durch ein dunkles Glas wurde in Venedig gedreht und am 22. Oktober 2009 um 20:15 Uhr auf Das Erste erstausgestrahlt.

## Kritiken
„Venedig-(Fernseh-)Krimi nach Donna Leon, angesiedelt zwischen Krimispannung und Humor.“

Tilmann P. Gangloff urteilte bei tittelbach.tv: „Stärker als zuletzt verknüpft Drehbuchautor Holger Joos die Ermittlungen von Commissario Brunetti (Uwe Kockisch) mit seinem Privatleben. Da außerdem auch Michael Degen als Brunettis tragikomischer Vorgesetzter Patta deutlich mehr amüsante Auftritte hat als sonst, ist ‚Wie durch dunkles Glas‘ mitunter fast Krimikomödie.“
Die Kritiker der Fernsehzeitschrift TV Spielfilm zeigten den Daumen zur Seite und zogen das Fazit: „Zäher Plot, behäbige Figuren und Dialoge.“